# Lucio Tillio Cimbro

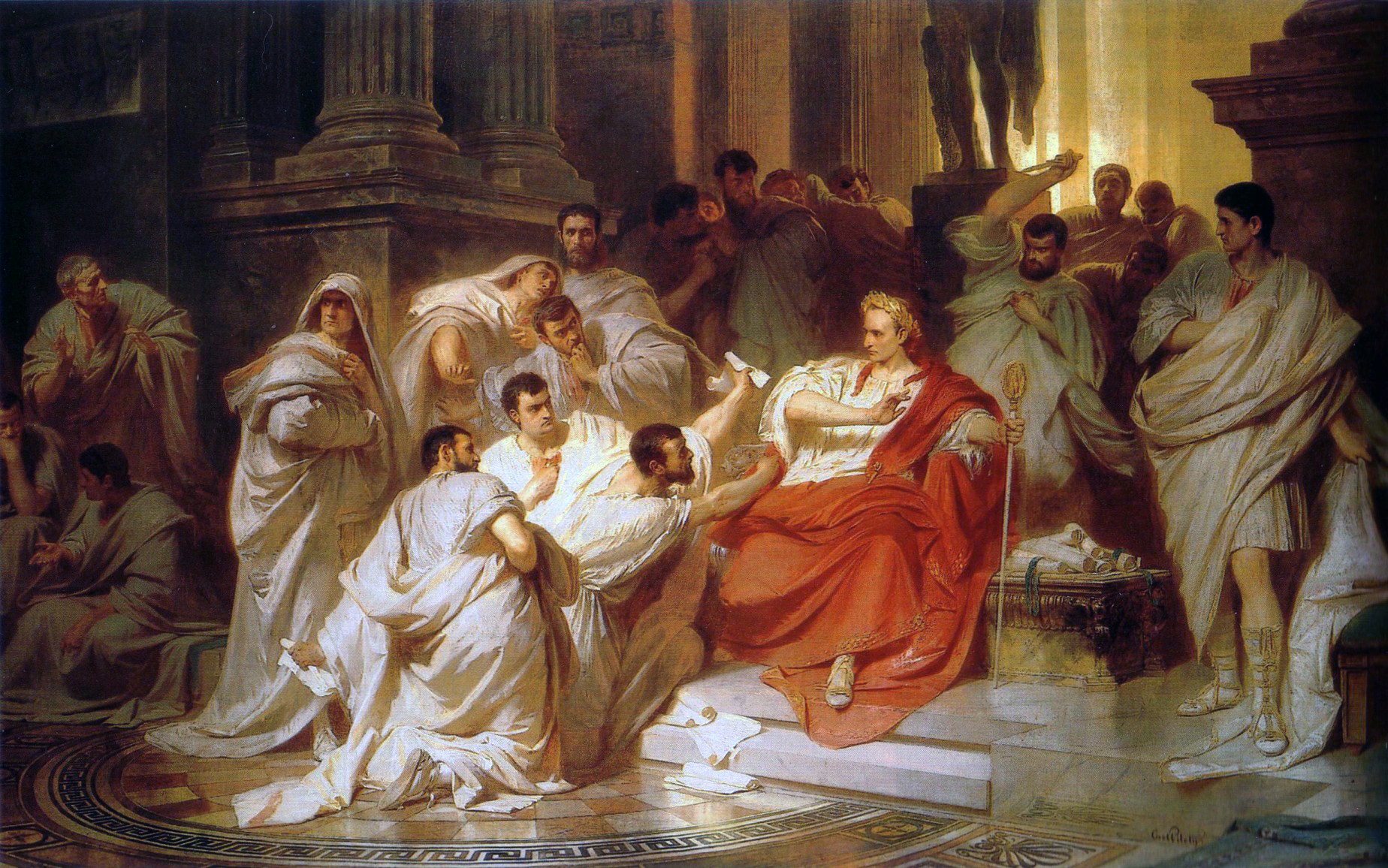
Cimbro (al centro) mostra la petizione e tira la tunica di Cesare, mentre Casca si prepara a colpire da dietro. Dipinto di Karl Theodor von Piloty.

Lucio Tillio Cimbro (in latino Lucius Tillius Cimber; Roma, 85 a.C. circa – Filippi, 42 a.C.) è stato un politico romano, tra i promotori della congiura che causò l'uccisione di Gaio Giulio Cesare nel 44 a.C.

## Biografia
Quando Giulio Cesare ottenne il potere supremo, Cimbro fu uno dei suoi maggiori sostenitori ed anche Cicerone sfruttò la sua influenza presso il Dittatore per conto di un amico. In cambio di questa sua devozione Cimbro ottenne il governo della Bitinia. Comunque, per ragioni non certe successivamente passò tra le file dei cospiratori; secondo Seneca lo fece per alcune sue aspirazioni disattese.
Il giorno fatale delle Idi di marzo Cimbro era presente in Senato con il pretesto di presentare una petizione a Cesare per pregarlo di richiamare il fratello dall'esilio. Cesare gli fece cenno e Cimbro, prendendo la toga del Dittatore con entrambe le mani, lo tirò per collo in modo da tirarlo in avanti.
Dopo l'assassinio Cimbro ritornò nella sua provincia e raccolse una flotta, con la quale (se si vuole credere all'autore delle Epistole dello Pseudo-Bruto ed indirizzate a Cicerone) sconfisse Publio Cornelio Dolabella. Quando Cassio e Bruto marciarono in Macedonia, Cimbro mise a disposizione la flotta e il suo servizio fu elogiato dai cesaricidi.
Morì combattendo nella battaglia di Filippi nel 42 a.C..
Era un uomo attivo ed audace, ma dedito al vino e alla vita dissoluta, tanto che, come riportato da Seneca, in modo scherzoso chiedeva frequentemente: